# Mesamia coloradensis
Mesamia coloradensis är en insektsart som beskrevs av David D. Gillette och Baker 1895. Mesamia coloradensis ingår i släktet Mesamia och familjen dvärgstritar. Inga underarter finns listade i Catalogue of Life.